# Johnnie Walsh Guest Lodge
 (juin 2021).
Pour les articles homonymes, voir Walsh.
Le Johnnie Walsh Guest Lodge est un bâtiment américain dans le comté de Flathead, au Montana. Construit en 1922 pour servir de lodge, il est protégé au sein du parc national de Glacier. Déplacé près d'une route en 1963, il est inscrit au Registre national des lieux historiques depuis le 21 juillet 1988.